# 佐古幸嬰
佐古 幸嬰（さこ ゆきえ、1907年〈明治40年〉7月3日 - 1998年〈平成10年〉5月5日）は、日本の神職。宇津神社禰宜。講演技術に長けており、奉職の傍ら、全国各地で神道講演を行い、神道の教化に務めた。そのため、神道界では「日本の教師」と称えられた。

## 生涯
明治40年（1907年）7月3日、佐古吉浦・しづ夫妻の長女として山口県岩国市に生まれた。原籍地は岩国市今津天神町。
岩国高等技芸女学校を卒業。父吉浦の姿に影響を受けて神事に仕えることを志し、昭和5年（1930年）、山口國學院特設講演研究科に女性初の入学許可を受け入学、渡邊武清に師事した。また、この姿勢は弟利正にも影響を与えている。昭和7年（1932年）に卒業。
昭和11年（1936年）3月、弟利正の同期にして親友白石舜逸と結婚し、二女を儲ける。昭和15年（1940年）、山口県神社庁神道講演講師。昭和16年（1941年）8月29日、長男一洌（）を出産した。昭和19年（1944年）、夫舜逸が病臥し、同年11月、36歳の若さでついに先立たれてしまった。
昭和22年（1947年）、神社本庁講師となる。昭和23年（1948年）、縁あって石井壽夫と出会い、意気投合し以降両輪となって神道講演を行う。昭和25年（1950年）、幸嬰は石井と神道講演研究会を旗揚げし、野村清臣・宮地保・河本真澄と共に第一回目の研究会を岩国市吉香公園内の吉香神社に於いて指導した。のちに神道講演全国協議会を設立するに至った。昭和36年（1961年）3月5日には長野県飯田市で「愛児のしあわせ」と題した講演を行っている。
昭和61年（1986年）当時、長男一洌と共に京都市西京区嵐山宮町二に居を構えていた。
平成10年（1998年）5月5日、90歳で帰幽した。神号は佐古幸嬰大刀自命。平成18年（2006年）6月12日、山口県神社庁設立60周年を記念して幸嬰を同庁学神殿に合祀、その祭典に長男一洌およびその妻勝子が参列した。

## 著作

### 単著
- 『庭のおしえ：佐古幸嬰神道講話集』佐古一洌刊、1977年12月。doi:10.11501/12261012。

### 監修
- 『ふるさとの唄：講話集』石井壽夫と共監修、二柱会編、あしかび社、1965年。doi:10.11501/2936561。
- 『望郷の歌：講話集 中・四国・九州編』石井壽夫と共監修、あしかび社、1969年。doi:10.11501/12266882。

### 書籍寄稿
- 「陽は今も東から西へ」『日本への愛情』北海道神社庁編、あしかび社、1960年。doi:10.11501/2933781。
- 「アメリカの家庭教育に学ぶ」『山河美わし : 日本への愛情みちのく篇』二柱会編、あしかび社、1961年。doi:10.11501/2934200。

### 雑誌寄稿
- 「道一筋に三十五年」『宗教公論』第33巻第7号、宗教問題研究所、1963年9月、12-14頁、doi:10.11501/3554539。（通号第191号）

## 人物
- 趣味は「お花・お茶・和裁」である[2]。